# P進量子力学
p-進量子力学(p-adic quantum mechanics)は、基礎物理学の性質を理解しようとする比較的新しいアプローチであり、p-進解析の量子力学への応用である。p-進数は、1899年頃、ドイツの数学者のクルト・ヘンゼル(Kurt Hensel)により発見された非直感的な数理系であり、1930年代に、クロード・シュヴァレー(Claude Chevalley)とアンドレ・ヴェイユ(André Weil)により、密接に関連するアデール(adele)とイデール(idele)が導入された。彼らの研究は、現在では、数学の主要な分野の中へ反映されている。p-進解析は物理学分野へ適用されることがあるが、ロシアの数学者、ヴォロヴィッチ(Volovich)が1987年に重要な主題として取り上げるまでは、そのようなことはなかった。 現在では、国際的な雑誌で多くの研究論文がこの主題を扱っている。

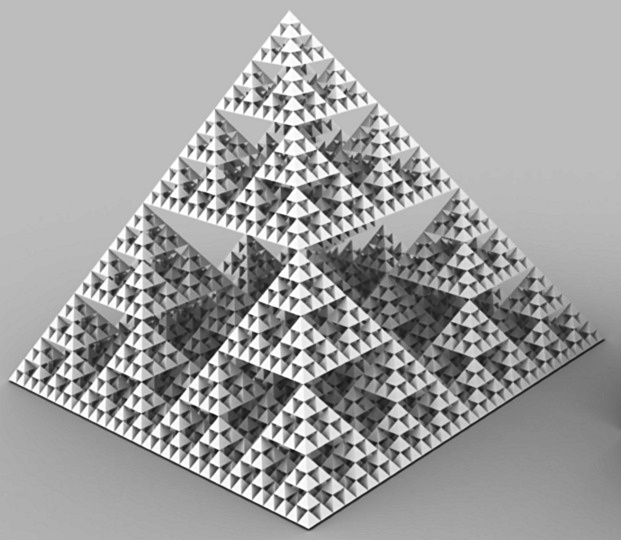
この図のようなポテンシャルの井戸のエネルギーレベルを計算する人がいるかもしれない。

本記事では、数学的な概念をレヴューとして、この問題の入門的解説を行う。シュレディンガー方程式に似た方程式からより研究のアイデアを得るというときの、この問題の現代の話題を考える。最後に、いくかの詳細な例を挙げる。

## 始めに

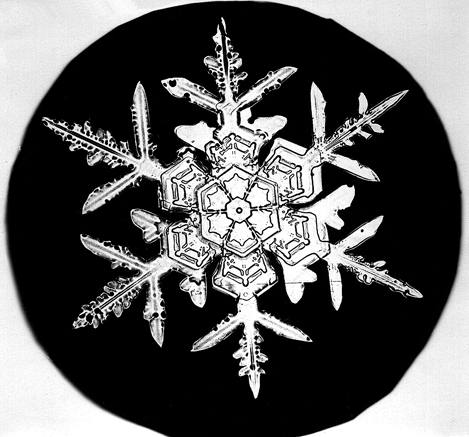
対称なパターンは、一見無関係に見えるパターンから出現する。

多くの自然の研究は、プランク長で発生することへの疑問を扱う。そこでは、通常は現実に存在するようには思えないことが起きるが、ある意味では、実験装置や器具では識別できなくなり、そのような実験はできないとも言える。量子力学でのヒルベルト空間の定式化と宇宙の広大さを統一することは、手ごわい課題と言える。大半の研究者は、プランク長よりも小さな（領域の）幾何学やトポロジーは、通常の幾何学やトポロジーには関係する必要がないと考えた。一方、まさに花の色が原子から出現するように、通常の幾何学やトポロジーがプランク長よりも小さな領域の幾何学やトポロジーから出現すると考える者もいる。現在、この問題への多くのフレームワークが提案されていて、p-進解析はその中でいくつかの完成されたものを持つ妥当な候補である。
p-進解析を科学へ応用するもう一つの動機は、場の量子論の問題である発散は、やはり、課題として残っている。別のアプローチにより、繰り込みのようなエレガントではないテクニックは、必然的とはいえないのでは、とも思われている。 他の考えとして、p-進解析で素数はなんらの特別な状態を持たないので、アデールを考えたほうがより自然ではないだろうか。
p-進解析には 2つの主要なアプローチの方法がある。 一つの考え方は、素粒子を p-進ポテンシャルの井戸の中で考え、目標は滑らかな複素数値波動函数を持つ解を見つけることにある。ここでの解は、日常生活にありふれた量をとる。もうひとつの考え方は、p-進ポテンシャルの井戸を考えるところまでは同じであるが、目標が p-進数に値を持つ波動関数を見つけることにある。この場合には、物理的な解釈がより難しくなる。未だに数学的にはぴったりした性質を見出すことができていないが、人々は探し続けている。ある科学者により2005年に次のようにまとめている。「私は単純にこれらの全てを楽しい一連の偶然と考えることはできなく、『トイモデル』として捨て去ることができない。私は、この仕事に価値と必要の双方を見いだせると考えてます」と。

## p-進解析とアデール的解析のレビュー
通常の実数はだれもが慣れているが、mod n の整数は未だに慣れているとは言えない。mod n での整数（論）は、数論のコースで勉強することであり、非常に重要であることがわかる。
オストロフスキーの定理は、本質的には、考えている距離に依存した 2種類の有理数の完備化しか存在しないことを言っている。2種類とは実数とp-進数である。2つの完備化の方法は、距離の測り方が異なっているので、異なる完備化となっている。前者は |x + y| ≤ |x| + |y| の形をした三角不等式に従うが、しかし、後者はより強い |x + y| ≤ max{|x|, |y|} という形に従う。これを超距離空間(ultrametric space)と呼ぶこともある。
これらの 2つの基本的アイデアは、時間と空間の両方の中で非常に異なった振る舞いをするので、それらをどのように統一するのかという疑問が発生する。2つをつなぎ合わせて一つの数学的対象へ統一するときにどのようなパターンが発生するかを考えることにより、この問題を解決することができる。これがアデール環である。（有理数体上の）アデール環{\displaystyle \mathbb {A} }は、
{\displaystyle (x_{\infty },x_{2},x_{3},x_{5}...)}
という形の元から構成される。ここに {\displaystyle x_{\infty }} は実数で、{\displaystyle x_{p}} は {\displaystyle \mathbb {Q} _{p}} の数である。{\displaystyle x_{\infty }} の中の無限大の記号は、「無限遠点」を意味し、これは複素関数論から動機付けられた記号である。そして有限個を除くすべての {\displaystyle x_{p}} が対応する {\displaystyle \mathbb {Z} _{p}} にあることが要求される。つまりアデール環とは制限直積(restricted direct product)であるとも言える。またイデール群は、その可逆元全体
{\displaystyle \mathbb {A} ^{*}=\{x\in \mathbb {A} {\big |}} {\displaystyle x_{\infty }\in \mathbb {R} ^{*}} かつ、有限個の素数を除いて {\displaystyle |x_{p}|=1\}}
のなす群である。
アデールの上には多くの慣れ親しんだ関数を定義できる。例えば、三角函数や ex や log x を定義することができ、メリン変換やフーリエ変換のような積分変換を通して、リーマンゼータ函数のような特殊函数も定義出来る。 アデール環は多くの興味深い性質を持っている。例えば、あるタイプの二次多項式は、ハッセ(Hasse)の局所大域原理に従う。つまり有理数があるタイプの二次多項式の解であることと、R と全ての素数 p に対して Qp で解を持つこととが同値になる。さらに、実絶対値と p-進絶対値は、次の互いに注目すべきアデールの積公式により関係付けられている
{\displaystyle |r|_{\infty }\prod _{p}|r|_{p}=1\ .}
ここに r は 0 でない有理数である。
今はQ上の積公式であるから証明は簡単である。
実際、素数 p に対して0でない有理数 r の p 進ノルムは
{\displaystyle r=p^{e}{\frac {b}{c}}\quad (e,b,c\in \mathbb {Z} ,\;(bc,p)=1)}
と表したとき
{\displaystyle |r|_{p}=p^{-e}}
とする。例えば、数 r = 12 = 22×3 を考える。定義に沿って、
{\displaystyle {\begin{aligned}|12|_{2}&=2^{-2}=1/4\\|12|_{3}&=3^{-1}=1/3\\|12|_{5}&=5^{0}=1\\|12|_{7}&=7^{0}=1\\\vdots &\ \ \ \ \ \ \ \ \vdots \end{aligned}}\ .}
を得る。すると、
{\displaystyle |12|_{\infty }\times \prod _{p:{\text{prime}}}|12|_{p}=12\cdot {\frac {1}{4}}\cdot {\frac {1}{3}}\cdot 1\dotsb =1}
となり、確かに積公式が成り立っている。
弦理論では、同じ積公式がツリーレベルで成り立つのみならず、全体の確率振幅への一般化が成り立つと提案されている。詳細は本記事の後方に記載する。

## 研究
フラクタルポテンシャルの井戸
理科系の多くの上級生は、井戸型ポテンシャルや箱の中の粒子(particle in a ring)に慣れていると思われる。しかし、ポテンシャルの井戸には他のタイプのものも存在する。例えば、フラクタルポテンシャルの井戸を考えることもできる。この種類のポテンシャルのシュレディンガー方程式に似た方程式の解は、幾度となく興味をもたれた。この難問を解くというチャレンジングであるばかりでなく、ICのマイクロチップスの設計時に起きる問題のような、同時に複雑なポテンシャルの近似を求めるために使うことができる。例えば、シュレディンガー方程式の研究をした人のひとりは、自己相似型のポテンシャルへ応用した。 リーマンの零点と素数列から構成されたポテンシャルを研究した研究者のグループもある。彼らは、リーマンの零点のフラクタル次元は D = 1.5 であり、素数のフラクタル次元は D = 1.8 であると見積もった。
経路積分
1965年になるや否や、ファインマン(Feynman)は経路積分はフラクタルのような性質を持つといった。 そして、適当な p-進シュレディンガー方程式が存在しないと 経路積分がそれに代わって働くようになる。また、｢ファインマンのアデール的な経路積分は、量子現象の数理物理的な基本的対象である｣といったものもいる。 計算を遂行するためには、詳細部分は正確になされなばならない。例えば、意味深い微分作用素を定義することもできる。加えて、A と A* が変換不変な次のハール測度を持つ。
{\displaystyle dx=dx_{\infty }\,dx_{2}\,dx_{3}\,dx_{5}\cdots }  と  {\displaystyle dx^{*}={dx^{*}}_{\infty }{dx^{*}}_{2}{dx^{*}}_{3}{dx^{*}}_{5}\cdots \ .}
これにより、積分計算が可能となる。履歴を渡る和に対し、ガウス積分が極めて重要である。ガウス積分は上で導入したアデールの積公式を満たすことが判明している。 すなわち、
{\displaystyle \int _{\mathbb {Q} _{\infty }}\chi _{\infty }(a{x_{\infty }}^{2}+bx_{\infty })dx_{\infty }\prod _{p}\int _{\mathbb {Q} _{p}}\chi _{p}(a{x_{p}}^{2}+bx_{p})dx_{p}=1}
である。ここに、 {\displaystyle \,\chi } はアデールからであたえられた C への加法的な指標である。
{\displaystyle \chi (x)=\chi _{\infty }(x_{\infty })\prod _{p}\chi _{p}(x_{p})\rightarrow e^{-2\pi ix_{\infty }}\prod _{p}e^{2\pi i\{x_{p}\}_{p}}\ .}
また、{\displaystyle \,\{x_{p}\}_{p}} は x の通常の p-進展開での {\displaystyle \,x_{p}} の分数部分である。これは準同型
{\displaystyle \mathbb {Z} /n\mathbb {Z} \rightarrow e^{2\pi i/n}}
の強い一般化と考えられる。
ところで、アデール的な経路積分は、入力として A にパラメータを持ち、波動函数を生成し、
{\displaystyle \,K_{A}(x^{''},t^{''};x^{'},t^{'})=\prod _{\alpha }\int _{x_{\alpha }^{'},t_{\alpha }^{'}}^{x_{\alpha }^{''},t_{\alpha }^{''}}\chi _{\alpha }(-1/h\int _{t_{\alpha }^{'}}^{t_{\alpha }^{''}}L({\dot {q}}_{\alpha },q_{\alpha },t_{\alpha })dt_{\alpha })Dq_{\alpha }}
となっていて、実数のパラメータに似ている。固有値問題は
{\displaystyle \,U(t)\psi _{\alpha }(x)=\chi (E_{\alpha }(t))\psi _{\alpha }(x)}
であり、ここに {\displaystyle U\,} は時間依存作用素、{\displaystyle \,\psi _{\alpha }} はアデール的な固有函数、{\displaystyle \,E_{\alpha }} はアデールエネルギーである。添字 {\displaystyle \alpha } は無限遠点を含くむ全ての素数を意味し、この添字を使い記法を単純化している。加法的な指標 {\displaystyle \chi } はこれらの複素数値の積分とすることを可能とする。同様に、経路積分は p-進時間へ一般化することができる。
ローレンツ群
ローレンツ群の p-進一般化は  で考えられていて、2008年に出版された論文では、群に関してと、7 mod 8 に合同な素数上の体に関してである。 この著者は、有理数上の群の稠密部分集合を見つけ、それらが p-数上の群へ写像され、結局、素数を mod とする整数上の群へと写像されることを発見した。この方法により任意の群の稠密部分集合を発見することが可能となる。
有限体
全ての有限体は同じ構成を持っているので、研究では、素数を mod とする整数の逆極限を取ることはなかった。実際、全ての有限群は、上記の逆極限のイデアルの商であり、従って、系は実際にイデアルの塔である。有限体上の量子力学の研究は、多くの人々によりかんがえられている。 この一つの動機は、時空が離散的であれば、おそらく連続の空間は有限体への近似とみなすことができるであろうということである。超対称性理論は、同じく、有限体の上で研究された。
リーマンゼータ函数
アデール的な量子調和振動子の基底状態は
{\displaystyle \psi _{0}(x)=2^{1/4}e^{-\pi {x_{\infty }}^{2}}\prod _{p}\Omega (|x_{p}|_{p})}
であるを示すことができる。 ここに {\displaystyle \,{|x_{p}|}_{p}} が p-進整数である場合は {\displaystyle \,\Omega (|x_{p}|_{p})} は 1 であり、そうでない場合は 0 である。これが通常の複素数値の基底状態と非常に見ていることに注意する必要がある。メリン変換のアデール的なバージョンへ適用すると、
{\displaystyle \Phi (\alpha )={\sqrt {2}}\,\Gamma (\alpha /2)\pi ^{-\alpha /2}\zeta (\alpha )}
を得る。ここに {\displaystyle \Gamma } はガンマ函数であり、{\displaystyle \zeta } はリーマンゼータ函数である。ところで、次のテイト公式として有名な函数等式がある。
{\displaystyle \,\Phi (\alpha )={\Phi }'(1-\alpha )\ .}
この式の左辺はメリン変換であり、右辺はフーリエ変換のメリン変換である。しかし、通常の場合は、フーリエ変換は結果を変えない。従って、前の式へこの公式を適用することができ、リーマンゼータ函数の有名な函数等式
{\displaystyle \,\Gamma (\alpha /2)\pi ^{-\alpha /2}\zeta (\alpha )=\Gamma ((1-\alpha )/2)\pi ^{(\alpha -1)/2}\zeta (1-\alpha )}
へ行きつく。
「調和振動子としてそのような単純な物理系はリーマンゼータ函数のような数学的に重要な対象に関連付けられることは注目すべきことである」 加えて、自由リーマンガス(free Riemann gas)の統計力学的な分配函数 (数学) はリーマンのゼータ函数をもたらす。
{\displaystyle Z(T)=\sum _{n=1}^{\infty }\exp \left({\frac {-E_{0}\log n}{k_{B}T}}\right)=\sum _{n=1}^{\infty }{\frac {1}{n^{s}}}=\zeta (s)\ .}
ヴェネチアーノ振幅
アデール的積公式の他の応用としては、弦理論で対称性を交叉させるヴェネチアーノ振幅(Veneziano amplitude)がある。26次元の開ボゾン弦の理論では、振幅 A (a, b) が 4つのタキオンの散乱を記述する。これらの振幅の計算は容易ではない。しかし、1987年に、この振幅のアデール的積公式
{\displaystyle A_{\infty }(a,b)\prod _{p}A_{p}(a,b)=1}
が発見された。この式は 4･振幅を持ち、全ての高次振幅がツリーレベルで非常に単純な p-進振幅の逆数として、正確に計算される。この発見は p-進的な弦理論を少し活性化させた。 閉じたボゾン弦についての状況はそれほど容易ではないが、研究がつづけられている。
表現論
p-進表現論は、拡張され研究されている。研究グループのひとつに、基本粒子の構造を p-進ポアンカレ群の射影表現(projective representation)による研究がある。これは、有名なウィグナーの定理の一般化で、彼はポアンカレ群の全ての射影ユニタリ表現がその二重被覆のユニタリ表現へ持ち上げられることを示した。研究グループは、質量を持つ粒子の p-進バージョンが共形対称性を持ちえないことを、p-進ポアンカレ群の p-進共形空間の中への埋め込みを研究することで示した。 別のグループは、p-進シンプレクティック理論を研究している。特に、シンプレクティック群の下に不変量を持つ p-進体上の GL(2n) の表現を研究している。 また、別の研究グループは、「余剰メタプレック」な表現を研究した。
主バンドル
この研究へ関連している数学は、ゲージ理論のことばでエレガントに定式化されている。特に、主バンドルとして知られている接空間の中の波動函数が研究されている。これは自己整合性を持つ定式化に役立つ。この場合は、イデール群バンドルが存在して、行列に値を持たせることができ、非可換な結果を得ることができる。

## 例
このセクションは、研究されたフラクタル、もしくはアデール的な具体例を記載している。

### 1-次元系
次の 1-次元系は、経路積分の定式化により研究されている。自由粒子、定数場の中の粒子、調和振動子、そのほか。

### シェルピンスキーガスケットの上の粒子

シェルピンスキーガスケット

パーコレーション理論(Percolation theory)は、多くのICの振る舞いや他の設計の研究に使われている。無秩序な物性を計測できるほど、物質は小さいからである。多くの無秩序な物質は、”大きなスケールの広い範囲で幾何学的には非等質な性質を示す。” さらに重要なことは、パーコレーションの閾値(percolation threshold)の近くでは、幾何学はフラクタルであり、これが相転移の理論から来ることは良く知られている。2011年、ある研究グループは、シルピンスキーガスケット(Sierpinski gasket)上のポテンシャル論を研究した。 彼らは数学的な定式化を開発し、たとえこのテクニックが多様体上でなくとも、どのようにしてこの空間のポテンシャル論の開発に使うことができるかを示した。別のグループは、シエルピンスキーガスケットを周期的に繰り返すジョゼフソン接合の列を研究した。